# 周依

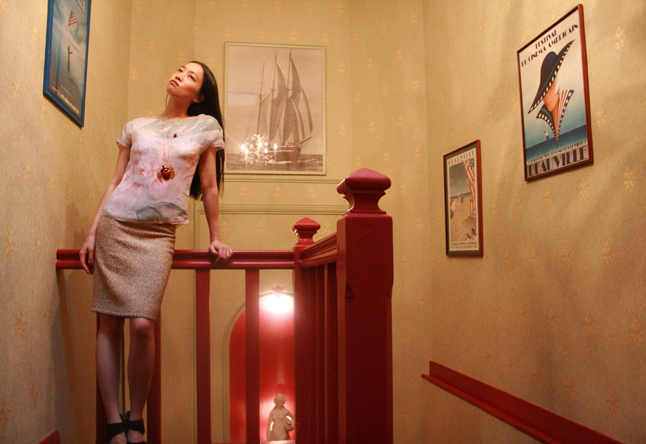
2012年10月，法国多维尔，周依在世界经济与社会女性论坛

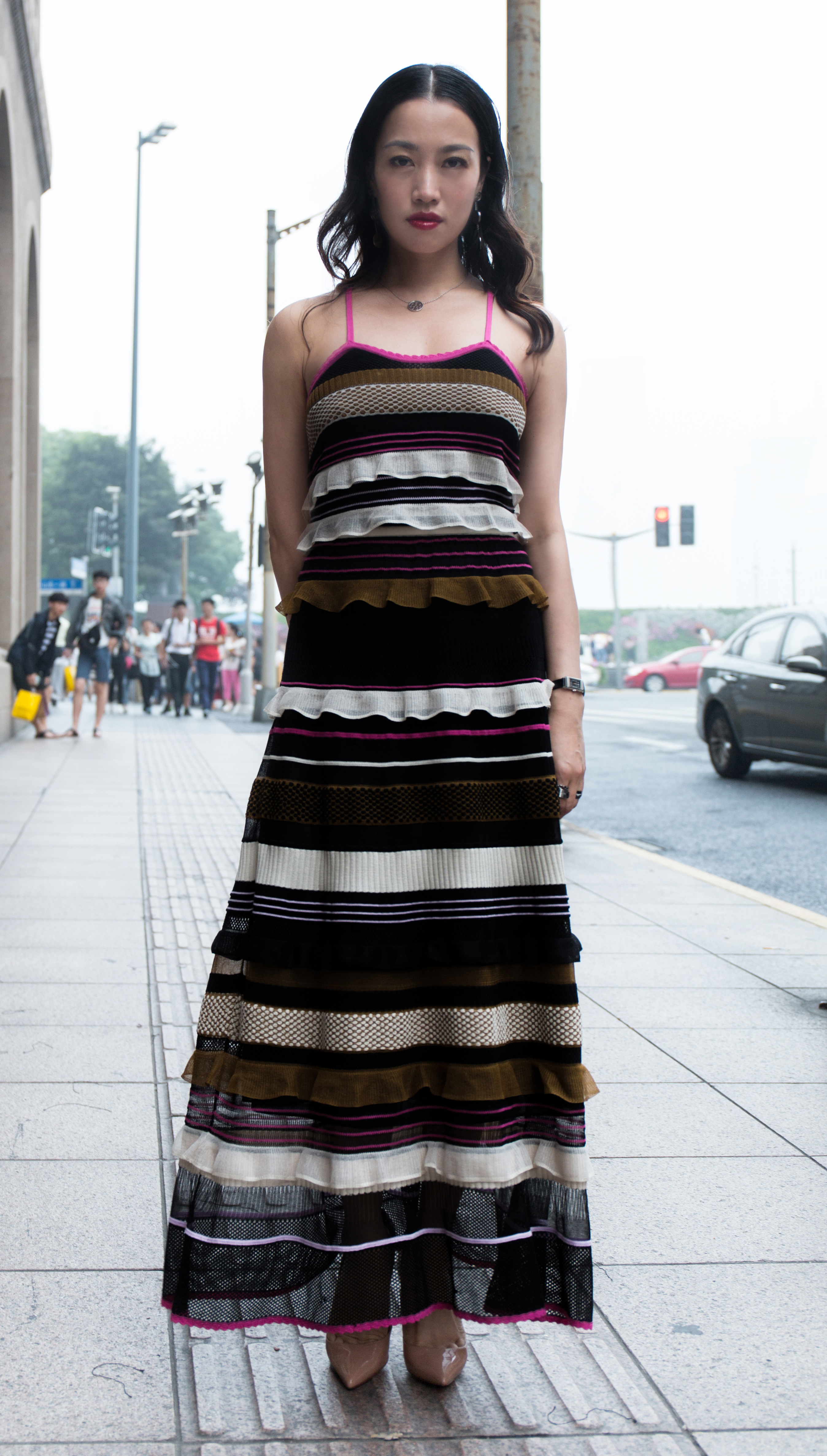
周依在上海街头

周依（？—），出生于上海，中国多媒体艺术家，通晓多国语言。

## 生平
周依生于杭州，从10岁开始定居罗马，后又在伦敦和巴黎求学并获得政治学和经济学学位。其作品曾在上海双年展、威尼斯双年展以及圣丹斯电影节等重大艺术盛会上展出。
2011年周依被娇韵诗选为艺术家代言人，同时也成为第一位美容品牌的艺术家代言人。娇韵诗品牌也赞助了周依威尼斯双年展的平行个展“周依的世界”，迈出踏入艺术的步伐。周依的多重身份以及作为艺术家拥有广泛的领域涉及的特点使她受到了奢侈品牌的喜爱，并从2012年起，她开始和品牌进行合作，例如意大利太阳镜品牌Persol，周依为其导演制作了一部短片“美在细节-低咛的森林”，同时她还被选中演绎了品牌的平面广告。另外，她还在意大利奢侈品牌Hogan的委托下，刚刚完成了一个新的项目，名为“交融人生”。
周依的工作领域及兴趣还体现在了她与法国高级定制首饰品牌Gripoix的合作中。她的第一个艺术家合作系列首饰“菠萝密”受到了极高的评价。 
周依从2010年起重新回到中国，并在上海建立了自己的工作室及制作公司，为中国的年轻人创造一起工作及实践的机会，共同参与国际化项目。周依是一位影像的创作者及缪斯，穿梭于台前幕后，被Vogue中国描述为当代中国版希区柯克、小野洋子及辛蒂·雪曼的混合体。 周依自2011年至今被委任为土豆网艺术总监。自2012年起，新浪网、新浪微博的时尚艺术顾问。 周依还被选中参加2012年世界女性经济与社会论坛，同年还进行了TEDxParis演讲TED X Paris-Yi Zhou（页面存档备份，存于）

## 作品
周依的作品是对超现实主义和新现实主义的探索，结合了想象、文学、 神话、哲学和新技术的复杂的综合体且弥漫着中国和地中海文化的气息。在运用无意识的象征性语言的同时体现了虚幻超自然特质的令人不安的魔力以及生命，爱和死亡的转瞬即逝。 通过将大理石雕塑和35mm胶片等古老的表现手法与三维动画等高科技的表现形式融会贯通, 周依的作品展现出带有嘲讽和风趣意味的超越时空的人生观。
周依的艺术作品结合了电影, 数码动画, 摄影, 雕塑, 绘画, 素描和现代音乐。她的作品主要以探索现实与虚幻，想象与疯狂，生存与死亡，真实与谎言的之间界限为主题。周依表现艺术的手法不仅是运用多媒体，还将科学也融入到自己的作品当中。2009年，周依与美国国家航天局(NASA)合作，创作了气凝胶雕塑“空气之心”，成为第一位与NASA合作的艺术家。
2011年6月周依在威尼斯双年展中举办个展”周依的世界”。周依的作品多次提名角逐威尼斯电影节、圣丹斯电影节等国际电影节的奖项。2011年9月，周依为威尼斯电影节制作3座金色粘土雕塑奖座，颁发给参与本次威尼斯电影节的导演及重要人物。
2011年12月，周依为南非联合国气候变化大会制作时长为15分钟短片，由成龙与Clotilde Courau出演。
DVF 2011
"DVF 2011"是周依受Diane von Furstenberg委托并以Diane的肖像为主体所做的一个新的3D动画作品。像梦境一般，从Diane的嘴里吹出一个个不同时代的女性代表: 奥黛丽·赫本、张曼玉、米歇尔奥巴马、神奇女侠、玛琳黛德丽、伊丽莎白泰勒、安吉丽娜朱莉、夏洛特卡西拉奇、泰瑞沙修女、最后是Diane von Furstenberg本人。
此动画作品在“DVF: 衣之旅”的展览中，于2011年4月3日至5月14日，在北京佩斯画廊首次亮相。周依用新颖的视像作品形式，取代摄影和绘画的表现手法，构思并创作了动态3D肖像，展现各个女性偶像从时代名人Diane von Furstenberg嘴里飞出的画面。周依还特别邀请到著名作曲家，奥斯卡终身成就奖获得者恩尼奥·莫里科内(Ennio Morricone)内创作3D动画肖像的配乐。
1280座塔
2006年初，旺多姆文化协会（Comité Vendôme）邀请周依为著名的旺多姆广场进行一次公共事业项目1280塔（1280 Towers）。周依从广场上的旺多姆柱开始展开想象，为了回应这代表着至高无上的旺多姆柱，她创作了两座8米高的柱子，摆放在一条对角线上，以旺多姆柱为中心。这两座柱子都由1280座小塔组成，围成一个圆柱形，代表着“空虚”和“充实”。它们的形状来源于中国的筷子，是人们联想到人口众多的中国，蕴含着某种地理政治意义。就像人类一样，女性和男性这样交替着，而空虚和充实也在一个统一体中交替着。
1280 Towers呈无限螺旋形状，继布朗库西无尽之柱以及第三国际纪念碑——泰特林之塔（Tatlin's Tower）之后，续写着巴别塔的艺术和人文历史。除了不同的隐喻象征之外，所有这些艺术作品都代表了人群、宇宙和无限。

## 项目合作
周依连续4次被选入圣丹斯电影节。自2010年期，周依被任命为土豆网艺术总监，将圣丹斯学院成员带到中国，带到2011土豆网映像节。
周依还制作了一系列活跃在电影节、时尚界、艺术节的国际名人的动态肖像视频，公布在土豆网及新浪微博。这个项目不仅将这些名人介绍给了中国微博用户、中国网友，同时也展现了周依作为多媒体艺术家的艺术手法，专为社会媒体平台制作了这一些肖像视频。(社会媒体肖像视频合集I（页面存档备份，存于）, 社会媒体肖像视频合集II（页面存档备份，存于）)
同样的艺术尝试还表现在2011年由周依编剧及导演，并由 Nicola Formichetti和周依共同出演的社会媒体短片“梦境（页面存档备份，存于）”中。这一部短片旨在让世界关注中国新兴设计师们的作品。
音乐始终是周依作品中的一个重要元素。她曾在自己的6部作品中与恩尼奥·莫里科内(Ennio Morricone)合作：Unexpetected Hero(2011), 迷宫(2011), DVF 2011(2011),伟大(2010), Big Feet (2010), 耳朵(2009)。周依还为自己首映于2011年联合国气候大会的作品“月光”编写了配乐。

## 官方网站
- 周依个人官方网站（页面存档备份，存于）
- 周依的新浪微博
- 周依威尼斯双年展平行个展官网
- 周依工作室土豆网官方网页（页面存档备份，存于）

## 主要作品
- 月光 "Clair de Lune2011"，电影短片，由成龙与Clotilde Courau出演，首映于南非气候变化大会
- 梦境 "The Dream"， 2011，电影短片（Lady Gaga造型师Nicola Formichetti担任造型并协同出演）
- 迷宫 "Labyrinth"，2011，3D数码动画 （威尼斯双年展作品）
- Unexpected Hero，2011，3D数码动画 （威尼斯双年展作品）
- DVF 2011，3D数码动画 （威尼斯双年展参展作品）
- 伟大 The Greatness，2010，3D数码动画 ，Ennio Morricone配乐， 入选2011圣丹斯电影节国际动画短片奖
- 耳朵 The Ear， 2009， 3D数码动画，Ennio Morricone配乐，由美国著名饶舌歌手Pharrell Williams 出演
- 倾听，土地，心灵 Hear, Earth, Heart 2008，3D数码动画， Air空气乐队配乐， 入选2009年圣丹斯电影节纪录片短片奖
- My heart laid bare， 2008，35mm胶片电影及3D动画，由夏洛特·甘斯柏格Charlotte Gainsbourg出演
- 天堂 Paradise ， 2006， 3D数码动画，入选2008圣丹斯电影节国际动画短片奖
- One of these days， 2004， 3D数码动画
- 空气之心 Air Heart， 2008， 气凝胶雕塑，与美国航空航天局NASA的高科技合作
- 1280座塔 1280 Towers， 2008， 展览于巴黎旺多姆广场的大型装置作品，以中国的筷子作为灵感来源

## 重要个展
2012
- 雕塑迷宫·周依近作，中国香港

2011
- 周依的世界，第54届威尼斯双年展，意大利威尼斯

2010
- 耳桥与伟大，对比窗艺廊，中国上海
- 我是你的幻象，20 Hoxton Square Project，英国伦敦
- 霸权还是生存，对比窗特别空间，中国上海

2009
- 周依：艺术亚洲／跨越展厅, 巴塞尔迈阿密艺术博览会，美国，巴塞尔艺术博览会，瑞士
- 耳桥，本色美术馆，中国苏州

2008
- 天堂, 入选圣得西电影节竞赛环节，在布鲁克林音乐学院放映，美国纽约
- My heart laid bare，Ooi Botos画廊, 中国香港
- 倾听，土地，心灵，在Majestic Crest放映，美国洛杉矶
- 倾听，土地，心灵，Jérôme de Noirmont 画廊，法国巴黎

- 1280座塔，巴黎凡尔登广场，法国巴黎

2007
- 天神下凡，在64届威尼斯国际电影节放映, 意大利威尼斯
- Il passato è remoto anzi sarà sempre presente， a sculpture，v ideo， ring，Nicola Ricci画廊，意大利彼得拉桑塔

2006
- 神曲三章：“地狱，炼狱，天堂”， 韦奇奥宫, 意大利佛罗伦萨

2005
- 梦境，Jérôme de Noirmont 画廊，法国巴黎

2004
- Mountaintank 行为艺术表演，Deitch Projects，美国纽约

2002
- “Y_游戏”N oirmont Prospect, 法国巴黎

## 部分群展
2011
- “溪山清远”第五届成都双年展，中国四川
- "Melodymania" ，RH 画廊，美国纽约
- “中国当代艺术三十年之——中国影像艺术（1988-2011）”大型群展，民生美术馆，中国上海
- 巴黎国际当代艺术博览会FIAC短期电影院活动，法国巴黎

2010
- 上海双年展，上海美术馆，中国上海
- 第13届OPEN，国际雕塑与装置展，意大利威尼斯
- 潮流2010影像展, 美国圣达菲
- 乔尼费里奇: 欢迎来到22世纪，Testori基金会，意大利米兰
- 中国当代艺术群展，对比窗艺廊，中国上海

2009
- Vraoum! 漫画和当代艺术展, 红屋，法国巴黎
- 大世界，中国近期艺术，芝加哥文化中心，美国芝加哥

2008
- 第三届广州三年展, 广州博物馆，中国广州

- 探索当代边界，意大利 文堤米利亚

2007
- 巴黎国际当代艺术博览会，Jérôme de Noirmont 画廊，法国巴黎
- 典型，大皇宫，法国巴黎
- 奇妙的现实主义，Not画廊，意大利那不勒斯
- 早安巴比伦，玛蕊乐画廊，中国北京

2006
- 海，白色空间，荷兰阿姆斯特丹
- 后迁，意大利都灵
- 凯布朗利博物馆，法国巴黎

2005
- 中国当代艺术双年展，法国蒙批利埃
- 城市的未来，法国南希
- Sonar电子音乐节，西班牙巴塞罗那

2004
- 上海生机， 上海当代艺术馆，广东当代艺术馆，中国
- 《世代影像》摄影展，法国巴黎

2003
- 永远爱我和永远别爱，与东京“疯马”合作，法国巴黎
- 一个图符的40个角度，Spazio Consolo，意大利米兰
- Hermitage，俄罗斯，斯莫斯科
- “超凡”，巴黎国际当代艺术博览会，Jerome de Noirmont画廊，法国巴黎
- 中国制造，Daniel和Florence Guerlain当代艺术基金，法国
- 地拉那双年展，阿尔巴尼亚地拉那
- DVD介绍，索尼梦工厂，法国巴黎
- 关于爱，卢森堡赌场－当代艺术论坛，卢森堡

2002
- 第一视觉，Passage du Retz，法国巴黎
- 另一个世界，国家艺术与历史博物馆，卢森堡
- 惠特尼双年展
- 这不是电影，Fresnoy工作室，法国里尔